# Fratta Terme
Fratta Terme (La Fràta in romagnolo) è una località del comune di Bertinoro, nota per le sue terme.

## Geografia fisica
Sorge, tra dolci colline, in una vallata attraversata dal rio Salso, che confluisce nel fiume Bidente-Ronco poco fuori dal borgo. L'abitato, adiacente allo stabilimento termale, si sviluppa all'incrocio delle strade che collegano Bertinoro, Forlimpopoli, Meldola, Polenta.
Nei tratti finali del rio Salso e nei suoi minuscoli affluenti, il Rio dell'acqua salata, del Rio Lama e del Torrente Zaccherini, si hanno affioramenti di acqua sulfurea, ferrosa e salata. Sono fenomeni di acqua fossile, acqua del mare rimasta intrappolata negli strati rocciosi al momento dell'emersione delle terre, che lentamente filtra verso la superficie.

## Storia
La località risulta abitata già nell'antichità, essendo stato rinvenuto, nel 1927, un pozzo romano.
Nel 1371 Villa Frattae ospitava 8 focolari (famiglie) mentre alla fine dell'Ottocento gli abitanti risultavano 271.
Fino alla seconda metà dell'Ottocento non è segnalata la presenza di un borgo, e la località rimase una parrocchia rurale. 
Non vi sono documentazioni storiche sull’uso delle particolari acque sorgive nei secoli precedenti, ma all’inizio dell'Ottocento l'importanza delle fonti venne riscoperta grazie al chimico farmacista Lucio Fusignani e al dottor Carlo Rodi di Meldola, le cui analisi vennero pubblicate nell’Almanacco del Rubicone del 1812.
Nel 1846 l'area che includeva le sorgenti fu acquistata da un negoziante di Forlì, Carlo Croppi, per cercarne un lancio industriale.
Presso l'antico podere Loreta, sgorgavano sorgenti d'acqua ricca di minerali, in particolar modo sulfuree e ferruginose, utilizzate per scopi terapeutici e per la produzione di sale.
Dal 1852 l'acqua Loreta cominciò ad essere imbottigliata e venduta. A fine ottocento si arrivò a vendere 16 000 fiaschi all'anno. Poi, a causa dei continui smottamenti del terreno, queste sorgenti andarono interrandosi, mentre altre fonti restarono attive.
Nel 1929 la località venne chiamata "Fonti romane della Fratta", e il 13 giugno 1931 si costituì la società omonima.
Fra i personaggi illustri che la frequentarono si ricordano Grazia Deledda, Alfredo Panzini, Marino Moretti.

## Monumenti e luoghi d'interesse

### Chiesa di Sant'Andrea
La chiesa parrocchiale storica della località è quella di San'Andrea, che si trova su una collinetta dietro le terme. Oggi è sconsacrata e ad uso privato. Fu citata in un opuscoletto del 1847 in cui il dottor C.V. da Forlì scrisse: 
“Fratta è una piccola Parrocchia di campagna nota per alcune acque salse che sorgono in essa, e più propriamente in grazia di quella detta per eccellenza della Fratta, la quale da remotissimi tempi gode di gran fama per le sue medicinali facoltà. Onde appunto da ogni parte dell'Emilia vi si recavano e recavano a berla in gran numero infermi e cagionevoli d'ogni maniera, trattivi da storie di sfidate guarigioni, o indotti dai Cultori delle Scienze Mediche a farne regolare metodico passaggio alla sorgente”.
Il campanile fu finanziato da Clara Croppi, discendente del sopra ricordato Carlo Croppi.

### Chiesa di Santa Maria Assunta
La chiesa parrocchiale attuale, nel centro, è stata costruita nel 1970, in stile moderno.

### Ex casa del fascio e teatro Eliseo
Nel centro dell'abitato si trova l'ex casa del fascio, costruita negli anni 30. Dopo la Liberazione la struttura fu sede del circolo dei comunisti, per poi passare successivamente alla diocesi ed essere quindi adibita a scuola materna. Attualmente l'edificio è utilizzato saltuariamente per riunioni dell'associazione pro loco, eventi privati o della diocesi.
Nei pressi è presente il piccolo teatro Eliseo, occasionalmente utilizzato per diversi eventi. 
Di fianco all'ex casa del fascio sorge il monumento ai caduti con a fronte un piccolo obelisco.

### Terme
Lo stabilimento termale è stato riaperto nel 2008 dopo lavori di ristrutturazione. Le acque utilizzate provengono da 11 sorgenti situate lungo il corso del rio Salso, in 7 diverse tipologie, tra cui la salsobromoiodica con una salinità pari a circa 2 volte l'acqua di mare. Ciò rende queste terme uniche in Italia per la varietà di acque.

### Parco delle terme
Delimitato dal rio Salso, con i suoi 13 ettari di estensione, il parco è il più grande di tutto il comune di Bertinoro. Lungo il percorso sono distribuite le fontanelle delle diverse acque. Vi sono anche diversi spiazzi in cui si svolgono manifestazioni culturali, mercati, manifestazioni musicali ed enogastronomiche durante tutto l'anno. Vi si trova il pozzo romano che testimonia i primi insediamenti nel luogo. 
Il parco inoltre ospita un parco avventura, che confina con un complesso sportivo, dotato di piscina e campi da calcio, in cui si allena la squadra locale, l' A.C.D. Fratta Terme.

## Cultura

### Eventi
Sagra della Fragole, che solitamente si tiene agli inizi di maggio nel parco delle Terme.

### Cucina
Ancora oggi in molte case si produce la ricotta utilizzando l'acqua salso-bromo-iodica della fonte locale.

## Sport

### Calcio
La A.C.D. Fratta Terme è la principale squadra calcistica della località, attualmente milita nel girone B di Eccellenza Emilia-Romagna.

## Galleria d'immagini

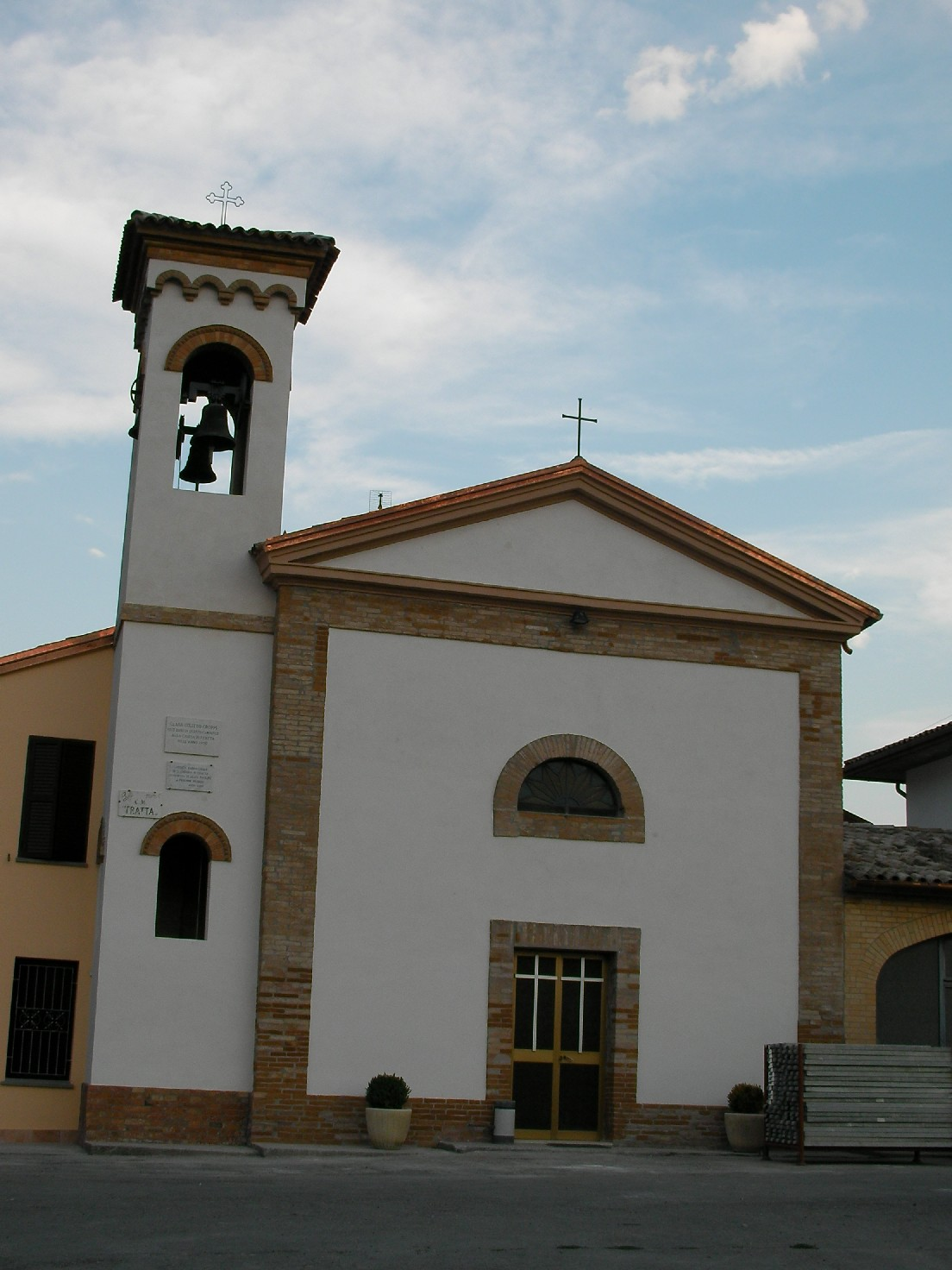
Esterno della chiesa di Sant'Andrea
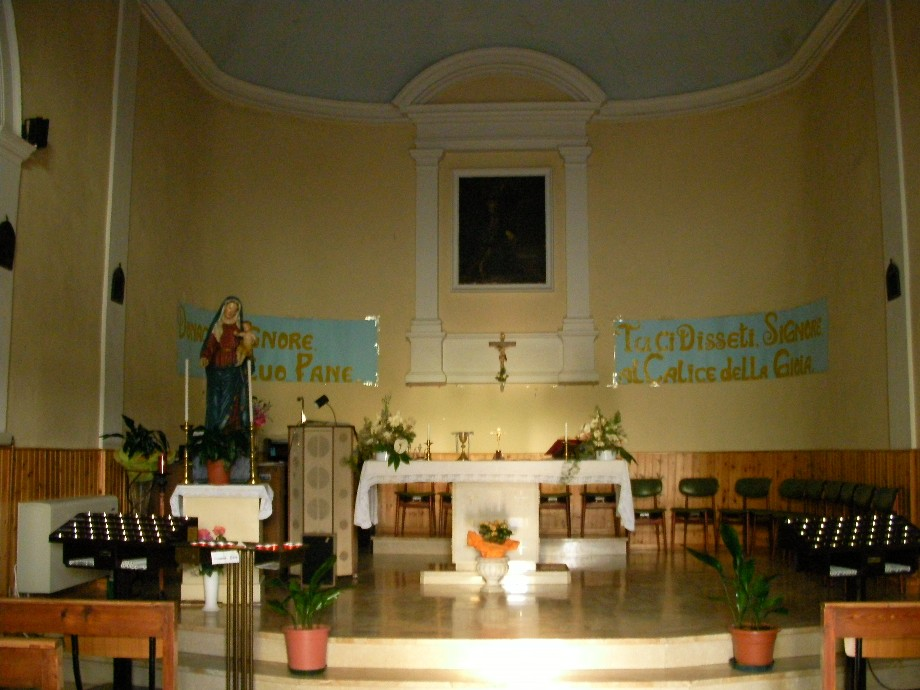
Interno della chiesa di Sant'Andrea
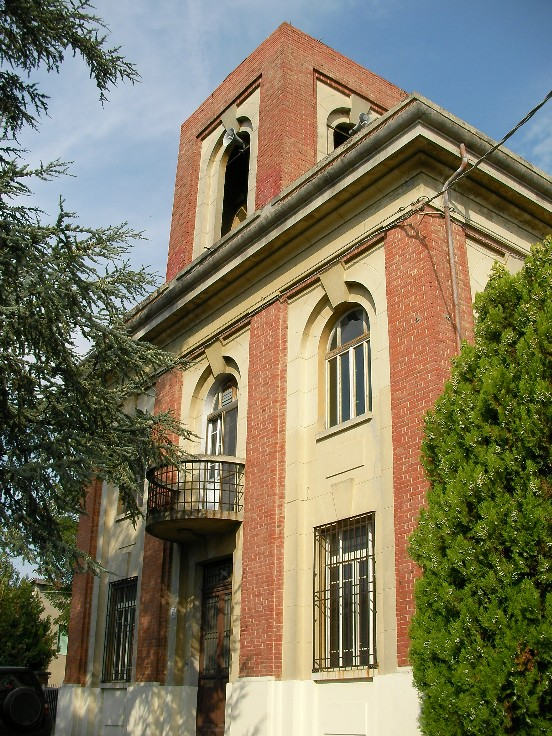
La ex casa del fascio
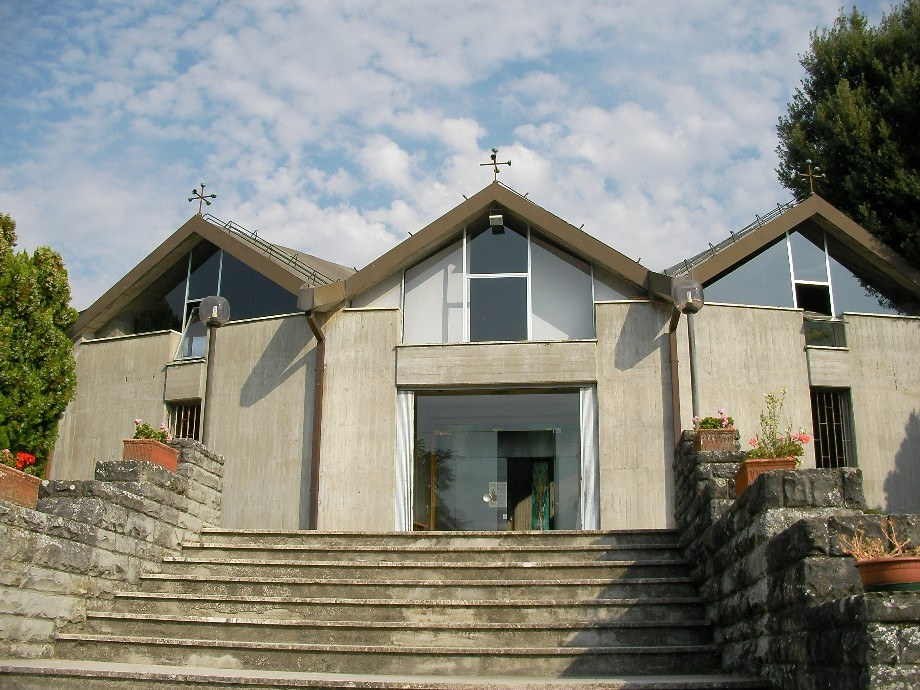
La nuova chiesa di Santa Maria Assunta
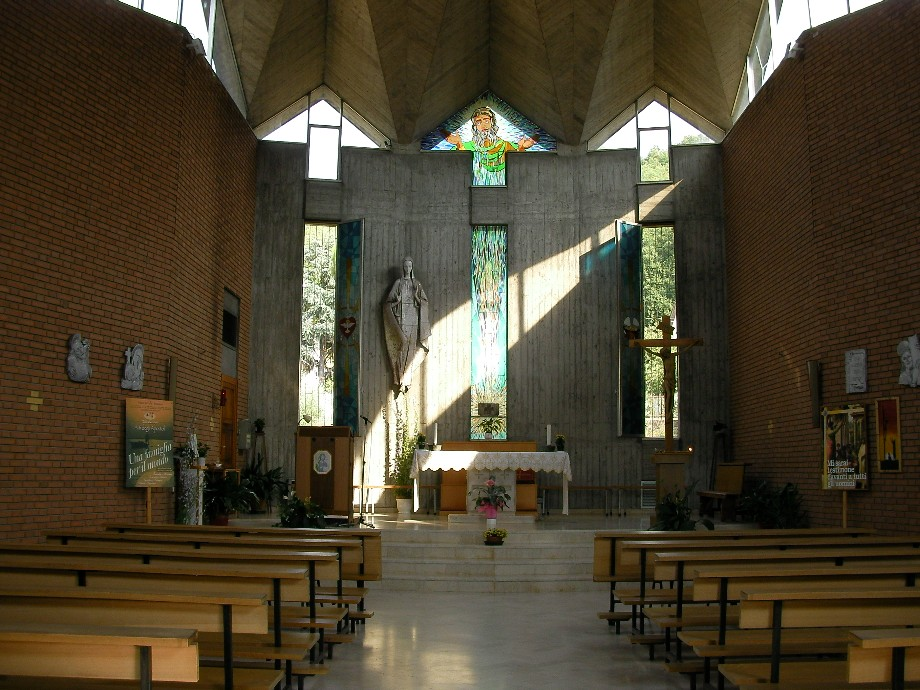
L'interno della chiesa di Santa Maria Assunta
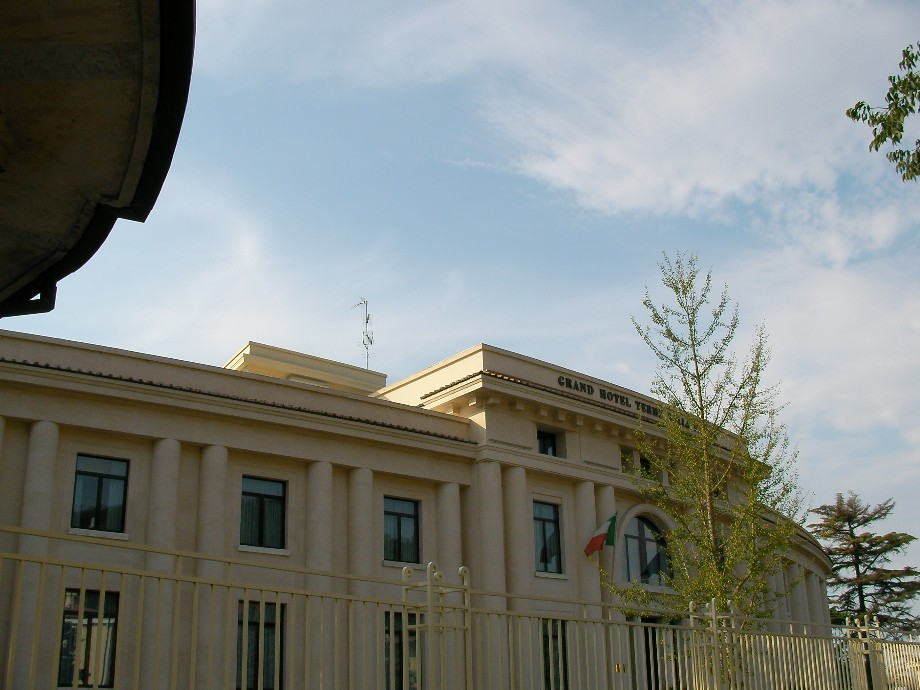
Le Terme
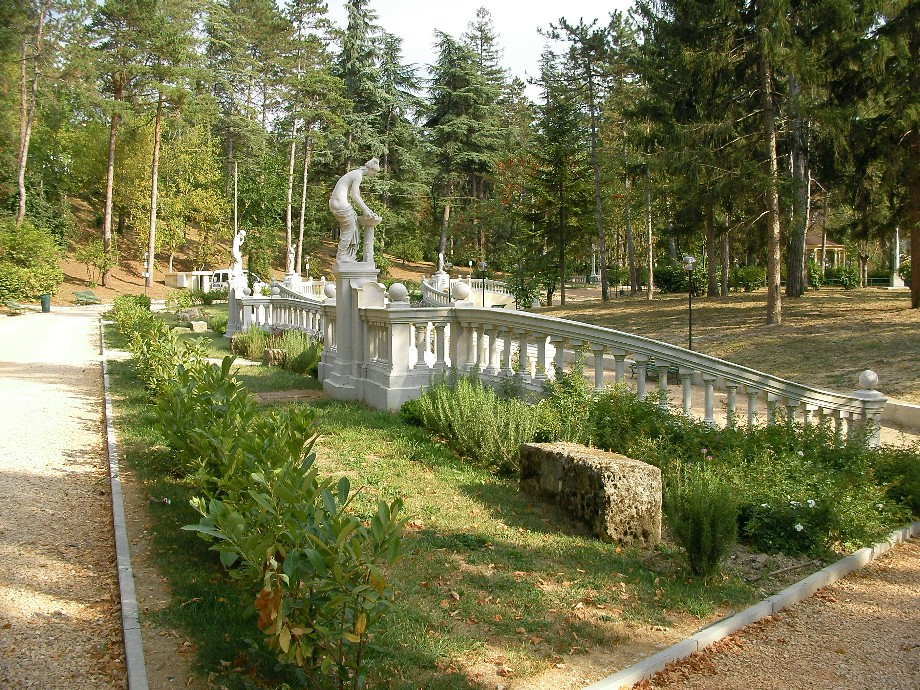
Il parco
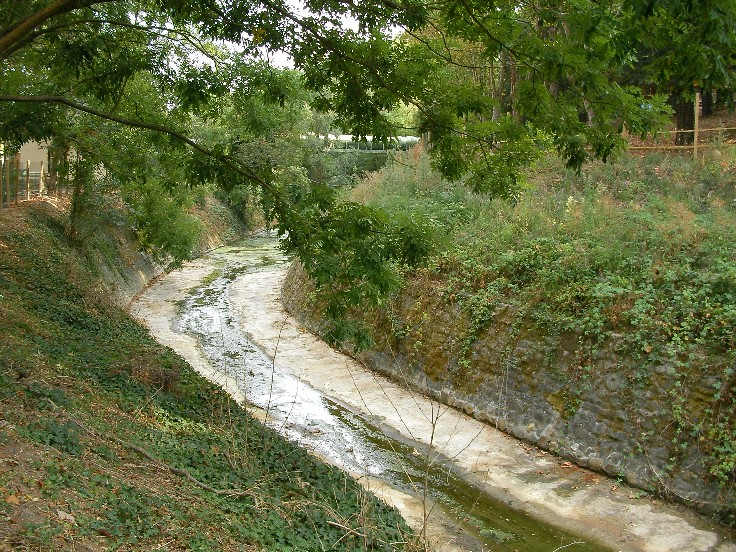
Il Rio Salso